# Brandcompartiment
Een brandcompartiment is een deel van een gebouw dat bij brand als zelfstandige eenheid beschouwd kan worden. De brandcompartimenten moeten ervoor zorgen dat gedurende een bepaalde tijd van minimaal 30 minuten het vuur en de rook tegengehouden kunnen worden, zodat er een veilige vrije vluchtroute gecreëerd kan worden.

## Opbouw
Een brandcompartiment kan opgebouwd zijn uit een enkele grote ruimte of uit meerdere ruimtes die met elkaar verbonden zijn door middel van een gang. Elk compartiment wordt begrensd door wanden en plafonds die goed brandwerend moeten zijn. Wanneer er bijvoorbeeld een stalen kolom of ligger in de begrenzing ligt, wordt deze brandwerend bekleed. Bij deuropeningen wordt vaak gebruikgemaakt van een zelfsluitende brandwerende deur.
De maximale loopafstand voor de vluchtroute en de grootte van het brandcompartiment zijn afhankelijk van een aantal factoren:
- de gebruiksfunctie
- de daadwerkelijke hoeveelheid aanwezige personen in het gebouw en/of in een ruimte (bezettingsgraad)
- de vorm en grootte van het gebouw

Naast brandcompartimenten zijn er ook rookcompartimenten (volgens Bouwbesluit 2012 subbrandcompartimenten). Dit zijn compartimenten die binnen een brandcompartiment liggen of samenvallen met een brandcompartiment. Rookcompartimenten moeten - in tegenstelling tot brandcompartimenten - alleen de rook zo veel mogelijk tegenhouden. Een brandcompartiment kan worden opgedeeld in een of meerdere rookcompartimenten. Vaak is het handiger om zo veel mogelijk rookcompartimenten in een brandcompartiment te plaatsen, aangezien rook zich veel sneller verspreidt dan brand. Dit is echter afhankelijk van de grootte van de brandcompartiment.
Daarnaast zijn er ook subbrandcompartimenten (volgens Bouwbesluit 2012 beschermd subbrandcompartiment). Dit zijn compartimenten die binnen een brand- en rookcompartiment liggen of samenvallen met een brand- en rookcompartiment dat meer bescherming biedt tegen brand en rook dan een gewone brand- en rookcompartiment.

## Normen
In Nederland is in het bouwbesluit vastgelegd hoe groot deze compartimenten dienen te zijn, welke brandwerendheid de wanden en deuren moeten hebben.
In België is er het koninklijk besluit van 7 juli 1994 tot vaststelling van de basisnormen voor de preventie van brand en ontploffing waaraan de nieuwe gebouwen moeten voldoen. Dit KB wordt regelmatig gewijzigd, de meest recente aanpassingen dateren van het KB van 7 december 2016.
In 7 bijlagen worden specifieke domeinen behandeld:
- Bijlage 1: terminologie
- Bijlage 2: lage gebouwen (bouwaanvraag ingediend voor 01/12/2012)
- Bijlage 2/1: lage gebouwen (bouwaanvraag ingediend vanaf 01/12/2012)
- Bijlage 3: middelhoge gebouwen (bouwaanvraag ingediend voor 01/12/2012)
- Bijlage 31: middelhoge gebouwen (bouwaanvraag ingediend vanaf 01/12/2012)
- Bijlage 4: hoge gebouwen (bouwaanvraag ingediend voor 01/12/2012)
- Bijlage 4/1: hoge gebouwen (bouwaanvraag ingediend vanaf 01/12/2012)
- Bijlage 5: reactie bij brand (bouwaanvraag ingediend voor 01/12/2012)
- Bijlage 5/1: reactie bij brand (bouwaanvraag ingediend vanaf 01/12/2012)
- Bijlage 6: industriegebouwen
- Bijlage 7: gemeenschappelijke bepalingen

Voor bestaande gebouwen met een openbare functie, wordt vaak gebruikgemaakt van Belgische normen. Zo worden bestaande schoolgebouwen typisch getoetst aan NBN S 21-204.

## Maximale afmetingen brandcompartiment (Nederland)
Een brandcompartiment heeft bepaalde eisen voor de maximale afmetingen.

### Bouwbesluit 2003
Onderstaande tabel geeft een overzicht van de maximale oppervlaktes per brandcompartiment voor een bepaalde functie en is volgens tabel 2.103 en 2.110 van Bouwbesluit 2003.
| Gebruiksfunctie        | Nieuwbouw (m²) | Bestaande bouw (m²) |
| ---------------------- | -------------- | ------------------- |
| Wonen (geen woonwagen) | 1000           | 2000                |
| Bijeenkomst            | 1000           | 2000                |
| Cel                    | 1000           | 2000                |
| Logies                 | 500            | 1000                |
| Industrie              | 1000           | 3000                |
| Kantoor                | 1000           | 2000                |
| Onderwijs              | 1000           | 3000                |
| Sport                  | 1000           | 3000                |
| Winkel                 | 1000           | 2000                |
| Overige functies       | 1000           | 2000                |

### Bouwbesluit 2012
Onderstaand tabel geeft een overzicht van de maximale oppervlaktes per brandcompartiment voor een bepaalde functie en is volgens tabel 2.81 en 2.87 van Bouwbesluit 2012.
| Gebruiksfunctie        | Nieuwbouw (m²) | Bestaande bouw (m²) |
| ---------------------- | -------------- | ------------------- |
| Wonen (geen woonwagen) | 1000           | 2000                |
| Bijeenkomst            | 1000           | 2000                |
| Cel                    | 1000           | 2000                |
| Gezondheidszorg        | 1000           | 2000                |
| Industrie              | 2500           | 3000                |
| Kantoor                | 1000           | 2000                |
| Logies                 | 500            | 1000                |
| Onderwijs              | 1000           | 3000                |
| Sport                  | 1000           | 3000                |
| Winkel                 | 1000           | 2000                |
| Overige functies       | 1000           | 3000                |

## Maximale afmetingen brandcompartiment (België)
Voorwaarden in verband met grootte van compartimenten en vereisten naar blusmiddelen, worden vastgelegd in het KB van 4 juli 1994 en zijn afhankelijk van het type gebouw (laag, middelhoog, hoog, industrieel gebouw)